# Beaulieu-sur-Oudon
Beaulieu-sur-Oudon ist eine französische Gemeinde mit 500 Einwohnern (Stand: 1. Januar 2022) im Département Mayenne in der Region Pays de la Loire. Sie gehört zum Arrondissement Laval und zum Kanton Loiron-Ruillé. Die Einwohner werden Belloudonniens und Belloudonniennes genannt.

## Geographie
Beaulieu-sur-Oudon liegt etwa 19 Kilometer westsüdwestlich von Laval an der Grenze zum Département Ille-et-Vilaine. Umgeben wird Beaulieu-sur-Oudon von den Nachbargemeinden Saint-Cyr-le-Gravelais im Norden, Montjean im Osten und Nordosten, Cossé-le-Vivien im Südosten, Méral im Süden und Südwesten sowie Le Pertre im Westen und Nordwesten.

## Bevölkerungsentwicklung

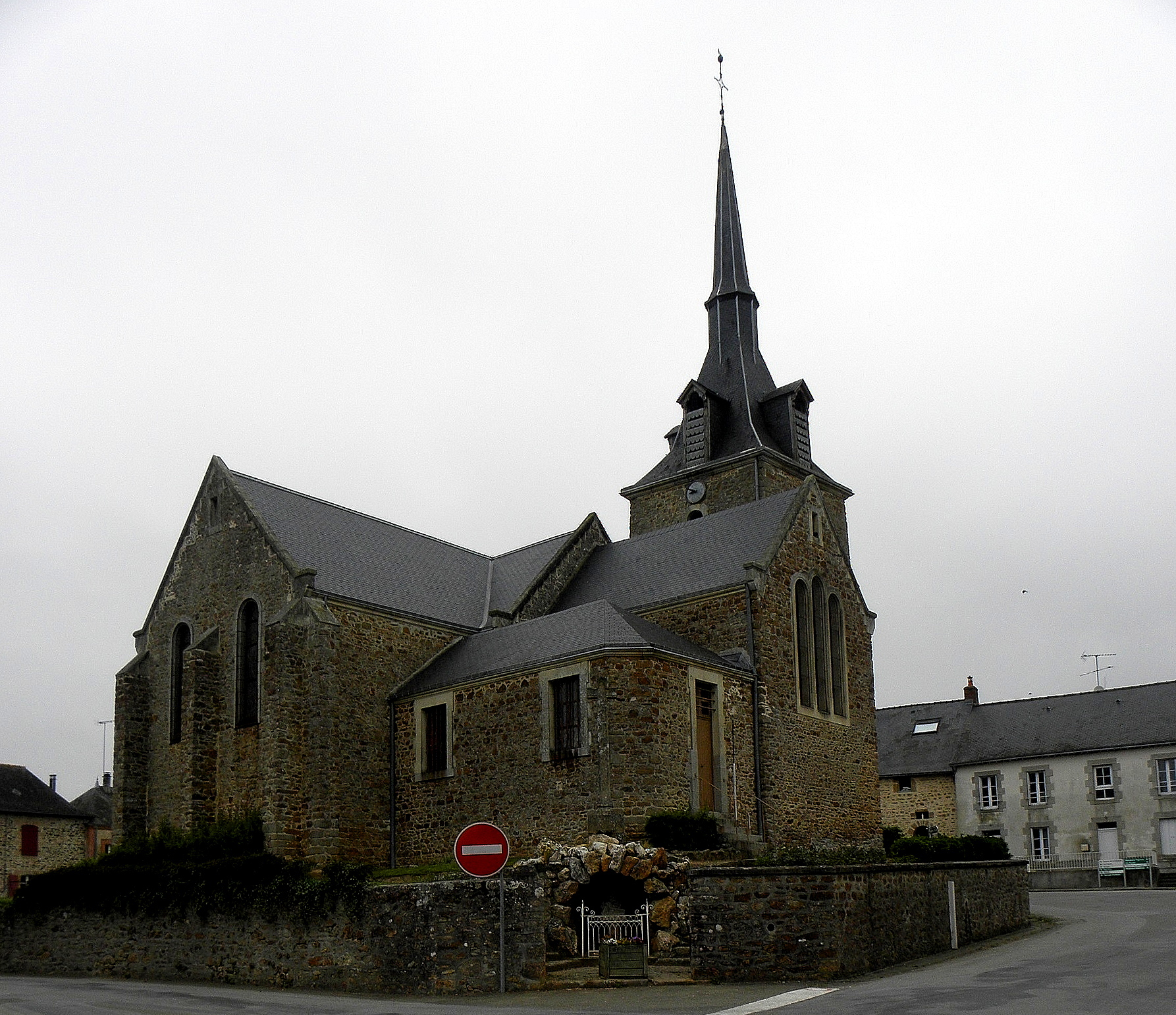
Kirche Saint-Trinité

| Jahr                       | 1962 | 1968 | 1975 | 1982 | 1990 | 1999 | 2006 | 2019 |
| Einwohner                  | 577  | 533  | 473  | 440  | 380  | 401  | 496  | 529  |
| Quellen: Cassini und INSEE |      |      |      |      |      |      |      |      |

## Sehenswürdigkeiten
- Kirche Sainte-Trinité
- Schloss La Villaudray

## Persönlichkeiten
- Henri de la Sayette (1905–1991), französischer Autorennfahrer, geboren in Beaulieu-sur-Oudon